# رون سوندرز
رون سوندرز (بالإنجليزية: Ron Saunders)‏ مواليد 6 نوفمبر 1932 في إنجلترا، هو لاعب كرة قدم إنجليزي سابق كان يلعب كمهاجم. لعب خلال مسيرته 392 مباراة سجل خلالها 207 أهداف.

## المسيرة الاحترافية

### أندية لعب لها
- نادي إيفرتون
- تونبريدج أنغلز
- نادي غيلينغهام
- نادي بورتسموث
- نادي واتفورد
- نادي تشارلتون أتلتيك

## روابط خارجية
- رون سوندرز على موقع قاعدة بيانات كرة القدم.إي يو (الإنجليزية)
- رون سوندرز على موقع عالم كرة القدم.نت (الإنجليزية)